# Zodiacris rubidipennis
Zodiacris rubidipennis är en insektsart som beskrevs av Marius Descamps 1980. Zodiacris rubidipennis ingår i släktet Zodiacris och familjen gräshoppor.

## Underarter
Arten delas in i följande underarter:
- Z. r. orientalis
- Z. r. rubidipennis